# 卡嘉·瑞曼
 卡嘉·漢興·萊妮·瑞曼（德語：Katja Hannchen Leni Riemann；1963年11月1日—），是一名德國女演員，著名電影如《該死的歌德》及《吸特樂回來了》等。此外，她還曾經與女兒寶拉·瑞曼一起攜手共同演出《歡迎光臨愛情沙龍》。

## 生平
瑞曼出生於德國魏黑，她的母親是一位演員叫Paula Riemann，父親叫Peter Sattmann，高中畢業後，她到德國漢堡學習音樂和戲劇。

## 個人生活
瑞曼曾與同演員Peter Sattmann結婚，至1998年兩人離婚，在那之前兩人還生下女兒寶拉·瑞曼，她現在是一名女演員。

## 電影
- 2013年《不良鮮師》Fack ju Gothe
- 2015年《雙面謎情》 The Misplaced World
- 2015年《希特勒回來了》Er ist wieder da
- 2015年《歡迎光臨愛情沙龍》 COMING IN

## 外部連結
- 卡嘉·瑞曼在互联网电影资料库（IMDb）上的資料（英文）
- 卡嘉·瑞曼的官網